# 武胜关镇
武胜关镇，是中华人民共和国湖北省随州市广水市下辖的一个乡镇级行政单位。

## 行政区划
武胜关镇下辖以下地区：
武阳社区、杨家河社区、孝子店村、金鸡河村、青山村、芦花湾村、碾子湾村、水果庙村、南新村、梅家湾村、铺冲村、陈家湾村、杨林沟村、易柳村、桃园村、腊水河村、楼子冲村、培龙村、姚庙村、官屋湾村、新岗村、乐山村、泉水村、冷棚村、新屋村、黄岗村和胡家湾村。

## 交通
- 京广铁路：广水站